# Raddan
Ілля Мулярчук, більш відомий як «Yatoro» або «Raddan» (нар. 12 березня 2003) — український кіберспортсмен, переможець чемпіонату світу з Dota 2 The International 2021 року та The International 2023 року..

## Життєпис
Дитинство провів в Бучі, Київська область, Україна. Захопився відеогрою Dota 2 в десятирічному віці, бо в неї грав його старший брат. Коли йому було 13 років, почав працювати мерчендайзером, щоб придбати собі більш потужний комп'ютер. Дуже сильно захоплювався грою, витрачаючи на неї близько 10 годин на добу. Зокрема, в дев'ятому класі майже перестав ходити до школи, з ранку до вечора гравши у Dota 2.
Після закінчення школи Мулярчук вступив до вишу, де мав навчатись на геолога, проти не з'являвся в університеті жодного разу.

## Кар'єра
В кінці 2020 року він перейшов до професійної команди Team Spirit з Dota 2. В команді він грав на позиції «керрі», здобуваючи під час гри максимальну кількість артефактів та вбиваючи героїв опонента. Несподівано для всієї світової спільноти, Team Spirit змогли не тільки отримати право участі в найбільшому турнірі року The International 2021, але й виграти його, перебуваючи в статусі абсолютного аутсайдера. Сума призових, які отримав Мулярчук, як і кожен з чотирьох партнерів по команді, склала 3,6 млн доларів.
Іншим значним досягненням Іллі в складі Team Spirit стала перемога на мейджор-турнірі PGL Arlington Major 2022 від Valve в серпні 2022 року.
У сезоні 2023 року Team Spirit продовжили демонструвати стабільні результати. Ключовим досягненням став тріумф на The International 2023, де команда знову виборола перемогу, здолавши Gaimin Gladiators у фіналі з рахунком 3:0. Yatoro став дворазовим чемпіоном The International, що закріпило його репутацію одного з найкращих гравців у історії Dota 2.
Також у 2023 році команда здобула перемогу на таких престижних турнірах, як Riyadh Masters 2023 та DreamLeague Season 21, зміцнивши свою позицію серед найкращих команд світу.
4 серпня 2023 року Федерація кіберспорту України внесла Yatoro до чорного списку, бо той грав із росіянами в одній команді.
У липні 2024 року Ілля вирішив тимчасово змінити свій ігровий нік на "Raddan", що є відсилкою до персонажа Radahn із гри Elden Ring. Він зазначив, що це не постійна зміна, а спроба внести різноманітність у свою кар'єру.
У 2024 році Team Spirit продовжили успішно виступати на міжнародній арені. Серед значних досягнень — перемога на PGL Wallachia Season 1 та 1win Series Dota 2 Summer, а також високі місця на інших турнірах, що забезпечило команді прямі запрошення на Riyadh Masters 2024 та The International 2024.

## Індивідуальні рекорди
Yatoro також продовжував встановлювати нові індивідуальні рекорди. У квітні 2021 року він досягнув 11 000 MMR, а вже в листопаді того ж року — 12 000 MMR. Це зробило його одним із небагатьох гравців, які змогли досягти такого високого рівня гри.
На DreamLeague Season 19 Yatoro встановив свій особистий рекорд за кількістю вбивств в одній грі — 30 вбивств, граючи за Drow Ranger проти Talon Esports.
24 листопада 2024 року зміг дібратися до топ-1 ладдера, а з 27 по 28 листопада підняв 16 000 MMR, що є абсолютним рекордом на момент редакції цієї сторінки.

## Виступи на турнірах
| Результат        | Турнір                                                 | Дата              | Місце                                            | Регіон     | Приз     |
| ---------------- | ------------------------------------------------------ | ----------------- | ------------------------------------------------ | ---------- | -------- |
| Blacer.Agony     |                                                        |                   |                                                  |            |          |
| 3-4              | DreamHack Weekly #6                                    | 18 серпня 2019    | онлайн                                           | Європа     | $5.58    |
| DoraDura         |                                                        |                   |                                                  |            |          |
| 2                | Epulze Monthly Cup Europe March 2020                   | 28 березня 2020   | онлайн                                           | Європа     | $20      |
| 6                | Epic Origins League Season 1                           | 18 квітня 2020    | онлайн                                           | СНД        | $100     |
| Miaww^^          |                                                        |                   |                                                  |            |          |
| 1-4              | Isolation Cup: Closed Qualifier                        | 2 травня 2020     | онлайн                                           | Європа СНД | —        |
| 5-6              | Isolation Cup                                          | 11 травня 2020    | онлайн                                           | Європа СНД | —        |
| 4                | Epulze Global Dota 2 League Season 1: CIS - Division 1 | 29 травня 2020    | онлайн                                           | СНД        | $75      |
| 2                | OMG Summer Cup Open Qualifier                          | 7 червня 2020     | онлайн                                           | Європа СНД | —        |
| 4                | ROG Community Cup Season 2                             | 16 червня 2020    | онлайн                                           | СНД        | —        |
| Yellow Submarine |                                                        |                   |                                                  |            |          |
| 5-8              | OMEGA League: East Europe Qualifier                    | 28 липня 2020     | онлайн                                           | СНД        | —        |
| 9                | Glory of the Summer                                    | 17 серпня 2020    | онлайн                                           | СНД        | —        |
| 1-2              | ESL One Germany 2020 - Open Qualifier #1               | 20 вересня 2020   | онлайн                                           | Європа СНД | —        |
| 3                | ESL One Germany 2020 - Closed Qualifier                | 27 вересня 2020   | онлайн                                           | Європа СНД | —        |
| 9-11             | ESL One Germany 2020                                   | 20 жовтня 2020    | онлайн                                           | Європа СНД | $1500    |
| 1-2              | DOTA Summit 13 Online: Europe & CIS Open Qualifier     | 1 листопада 2020  | онлайн                                           | Європа СНД | —        |
| 3-4              | DOTA Summit 13 Online: Europe & CIS                    | 7 листопада 2020  | онлайн                                           | Європа СНД | $1100    |
| 3                | EPIC League Season 2 Closed Qualifier                  | 11 листопада 2020 | онлайн                                           | Європа СНД | —        |
| 1                | EPIC League Season 2 Division 2 Group Stage            | 1 грудня 2020     | онлайн                                           | Європа СНД | —        |
| 1-4              | EPIC League Season 2 Play-in                           | 7 грудня 2020     | онлайн                                           | Європа СНД | —        |
| 7-8              | EPIC League Season 2 Division 1                        | 8 грудня 2020     | онлайн                                           | Європа СНД | $5000    |
| Team Spirit      |                                                        |                   |                                                  |            |          |
| 1                | BTS Pro Series Season 4: Europe/CIS                    | 20 грудня 2020    | онлайн                                           | Європа СНД | $3000    |
| 4                | ESL One CIS Online Season 1: Upper Division            | 28 лютого 2021    | онлайн                                           | СНД        | $5200    |
| 1-2              | EPIC League Season 3 Group Stage                       | 10 березня 2021   | онлайн                                           | Європа СНД | —        |
| 2                | EPIC League Season 3 Division 1                        | 21 березня 2021   | онлайн                                           | Європа СНД | $3000    |
| 1                | Dota 2 Champions League Season 1                       | 12 квітня 2021    | онлайн                                           | Європа СНД | $2000    |
| 2                | ESL One DPC Eastern Europe Season 2: Upper Division    | 21 травня 2021    | онлайн                                           | СНД        | $5600    |
| 1                | Pinnacle Cup                                           | 1 червня 2021     | онлайн                                           | Європа СНД | $10000   |
| 7-8              | WePlay AniMajor                                        | 11 червня 2021    | Київ, Україна WePlay Esports Arena Kyiv          | Світ       | $2500    |
| 1                | The International 2021: Eastern Europe Qualifier       | 26 червня 2021    | онлайн                                           | СНД        | —        |
| 1                | Dota 2 Champions League Season 2                       | 8 серпня 2021     | онлайн                                           | Європа СНД | $4000    |
| 5-6              | ESL One Fall 2021                                      | 27 серпня 2021    | онлайн                                           | Європа СНД | $3000    |
| 2                | OGA Dota PIT Invitational                              | 10 вересня 2021   | онлайн                                           | Європа     | $11900   |
| 1                | The International 2021                                 | 17 жовтня 2021    | Бухарест, Румунія Arena Națională                | Світ       | $3641660 |
| 2                | OGA Dota PIT Season 5: Europe/CIS                      | 20 грудня 2021    | онлайн                                           | Європа СНД | $7580    |
| 1                | DPC EEU 2021/2022 Tour 1: Division I                   | 23 січня 2022     | онлайн                                           | СНД        | $6000    |
| 9-12             | Dota 2 Champions League Season 7                       | 9 лютого 2022     | онлайн                                           | Європа СНД | $100     |
| 1                | DPC EEU 2021/2022 Tour 1: Regional Final               | 20 лютого 2022    | онлайн                                           | СНД        | $10000   |
| 4                | GAMERS GALAXY: Invitational Series Dubai 2022          | 20 лютого 2022    | Дубай, ОАЕ Dubai Studio City                     | Світ       | $4359,40 |
| 2                | DPC EEU 2021/2022 Tour 2: Division I Playoffs          | 1 травня 2022     | онлайн                                           | СНД        | $2800    |
| 9-12             | ESL One Stockholm 2022                                 | 17 травня 2022    | Стокгольм, Швеція Hovet Arena                    | Світ       | —        |
| 3                | DPC EEU 2021/2022 Tour 3: Division I                   | 16 липня 2022     | онлайн                                           | СНД        | $5400    |
| 2                | Riyadh Masters 2022                                    | 24 липня 2022     | Ер-Ріяд, Саудівська Аравія Boulevard Riyadh City | Світ       | $150000  |
| 1                | PGL Arlington Major 2022                               | 14 серпня 2022    | Арлінгтон, Техас, США Esports Stadium Arlington  | Світ       | $40000   |